# Preysingstraße
Die Preysingstraße ist eine Innerortsstraße im Stadtbezirk Au-Haidhausen (Nr. 5) von München.

## Verlauf
Die Straße beginnt an der vormaligen Salzstraße, die München nach Osten verließ (heute Rosenheimer Straße) und von der die in Richtung Wien abzweigenden Straßen Am Gasteig, Innere Wiener Straße, Einsteinstraße (vor 1957 Äußere Wiener Straße) ihren Ausgang nehmen. Sie führt vom Gasteig nahezu geradlinig nach Osten, quert dabei den Preysingplatz (mit der evangelisch-lutherischen Kirche St. Johannes) und die Steinstraße. Im weiteren Verlauf kreuzt sie die Metzgerstraße (nach Norden) und die Wörthstraße (nach Südosten, mit dem Bordeauxplatz zum Ostbahnhof). Durch diese beiden Straßen verkehrt die Straßenbahn. Weiter östlich mündet von Nordosten die Walserstraße ein. An der anschließenden platzartigen Erweiterung stehen der Kriechbaumhof, ein aus der Wolfgangstraße hierher translozierter Bau (nordseitig), und das Üblacker-Häusl, eine ehemalige Herberge (südseitig), an das der Haidhauser Herbergenhof anschließt. An dieser malerischen Gebäudegruppe macht die Straße einen leichten Knick nach rechts. Sie führt weiter zur von Süden kommenden Metzstraße, die nach Norden von der Leonhardstraße fortgesetzt wird, und endet vor dem Tor der Katholischen Stiftungshochschule. Die Verlängerung der Straße durch das Campusgelände ist nicht öffentlich zugänglich.

## Öffentlicher Verkehr
Auf der Straße verkehren keine öffentlichen Verkehrsmittel. Jedoch ist sie durch den nahegelegenen U-Bahnhof Max-Weber-Platz, den die U-Bahn-Linien U 4 und U 5 bedienen, sowie Straßenbahnanschlüsse am Max-Weber-Platz und an der Wörthstraße gut erschlossen. Die im Bau befindliche Zweite S-Bahn-Stammstrecke unterfährt die Preysingstraße auf der Höhe Preysingplatz/Pütrichstraße.

## Namensgeber
Die Straße ist nach Johann Max V. von Preysing-Hohenaschau (1736–1827), dem bayerischen Gesandten zum Rastatter Kongress (1797–1799) und Schlossbesitzer in Haidhausen, benannt.

## Graf-Preysing-Gasse in der Münchner Altstadt
Eine weitere nach dem Adelsgeschlecht der Preysing benannte Straße (Graf-Preysing-Gasse, seit 1781) gab es in der Münchner Altstadt bis 1931; sie verlief neben dem Palais Preysing hinter der Feldherrnhalle und verband die Residenzstraße mit der Theatinerstraße. 1931 wurde sie in Viscardigasse umbenannt; volkstümlich hieß die Drückebergergasse, weil über sie die Passage an der Gedenkstätte des Hitlerputschs vom 9. November 1923 (mit der Erwartung, dort den Hitlergruß zu entbieten) vermieden wurde.

## Charakteristik

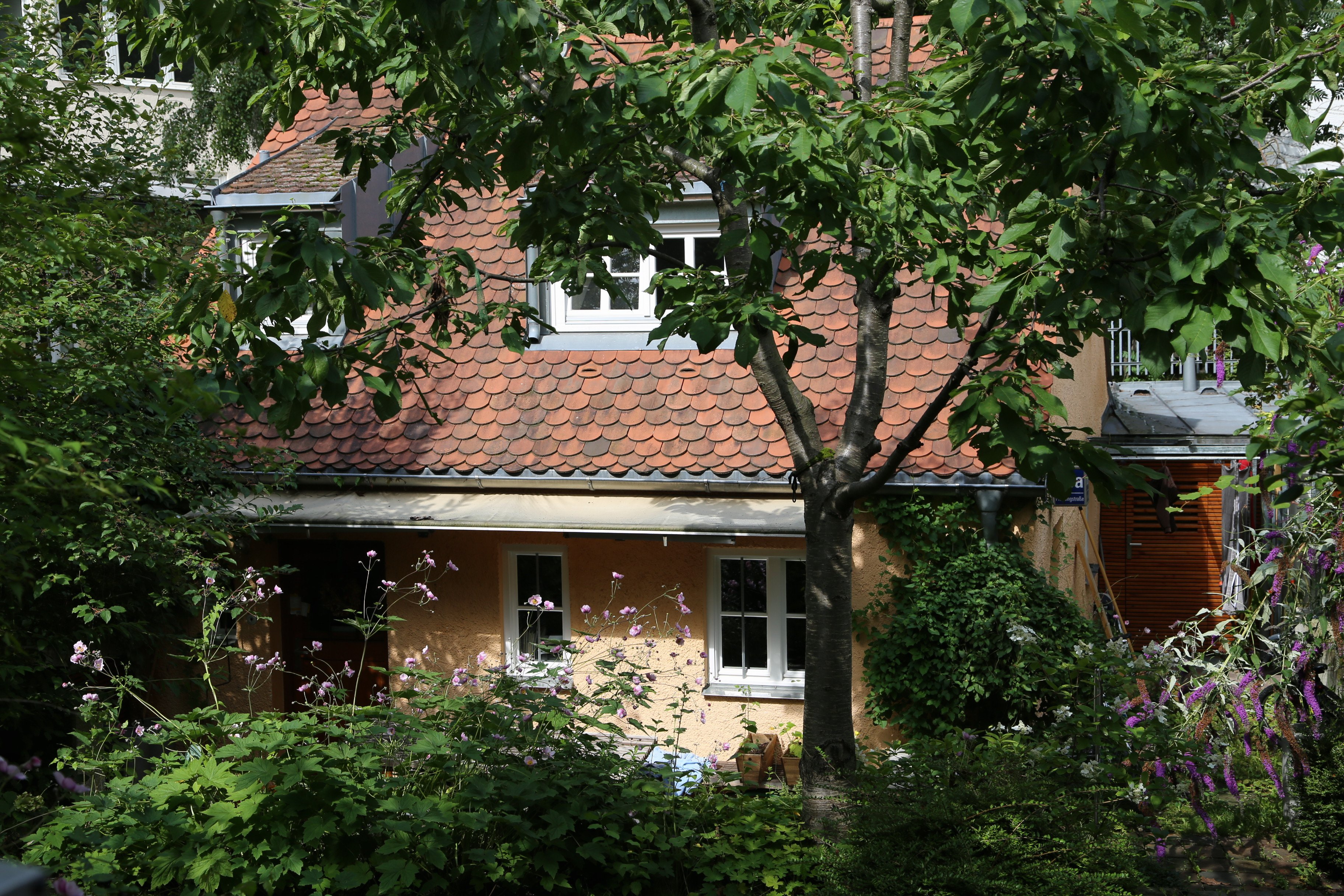
Kleinhaus Preysingstraße 60a

Die über den früheren Metzgeranger in Haidhausen verlaufende, ursprünglich als Alleestraße bezeichnete Preysingstraße wurde 1828 von Maximilian VI. Franz de Paula Graf Preysing (1772–1841) der damaligen Gemeinde Haidhausen geschenkt. Die Straße hat, auch wenn die stadtteiltypische Gentrifizierung (zahlreiche Kneipen) hier ihren Niederschlag gefunden hat, teilweise ihren Vorstadtcharakter bewahrt. „Eine wichtige, sozialgeschichtliche Komponente für das ‚alte‘ Haidhausen hat sich in den Klein- und Herbergshäusern manifestiert, wie sie in größerer Dichte im östlichen Bereich der Preysingstraße und An der Kreppe überkommen sind.“

## Bauwerke und Brunnen

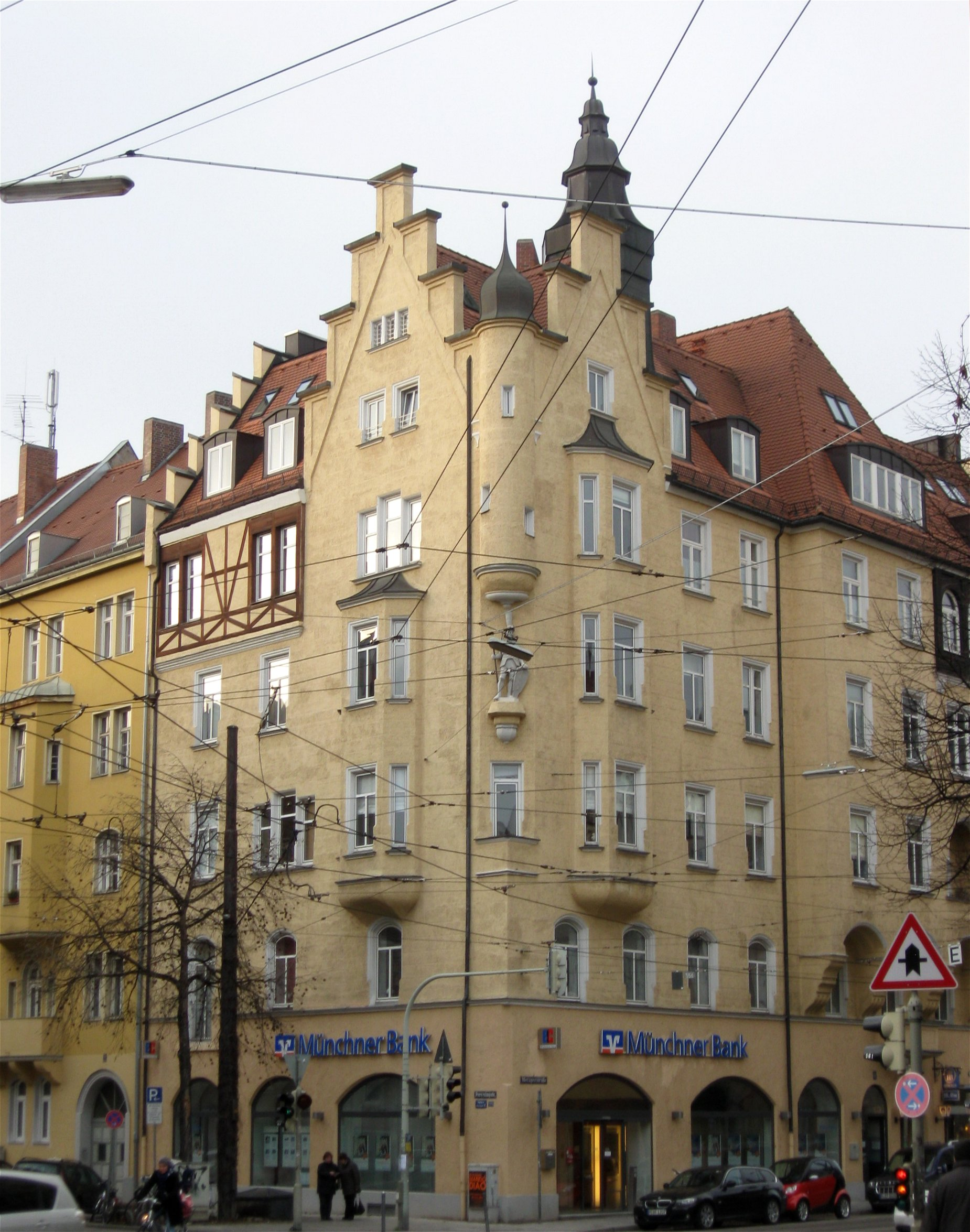
Preysingstraße 37

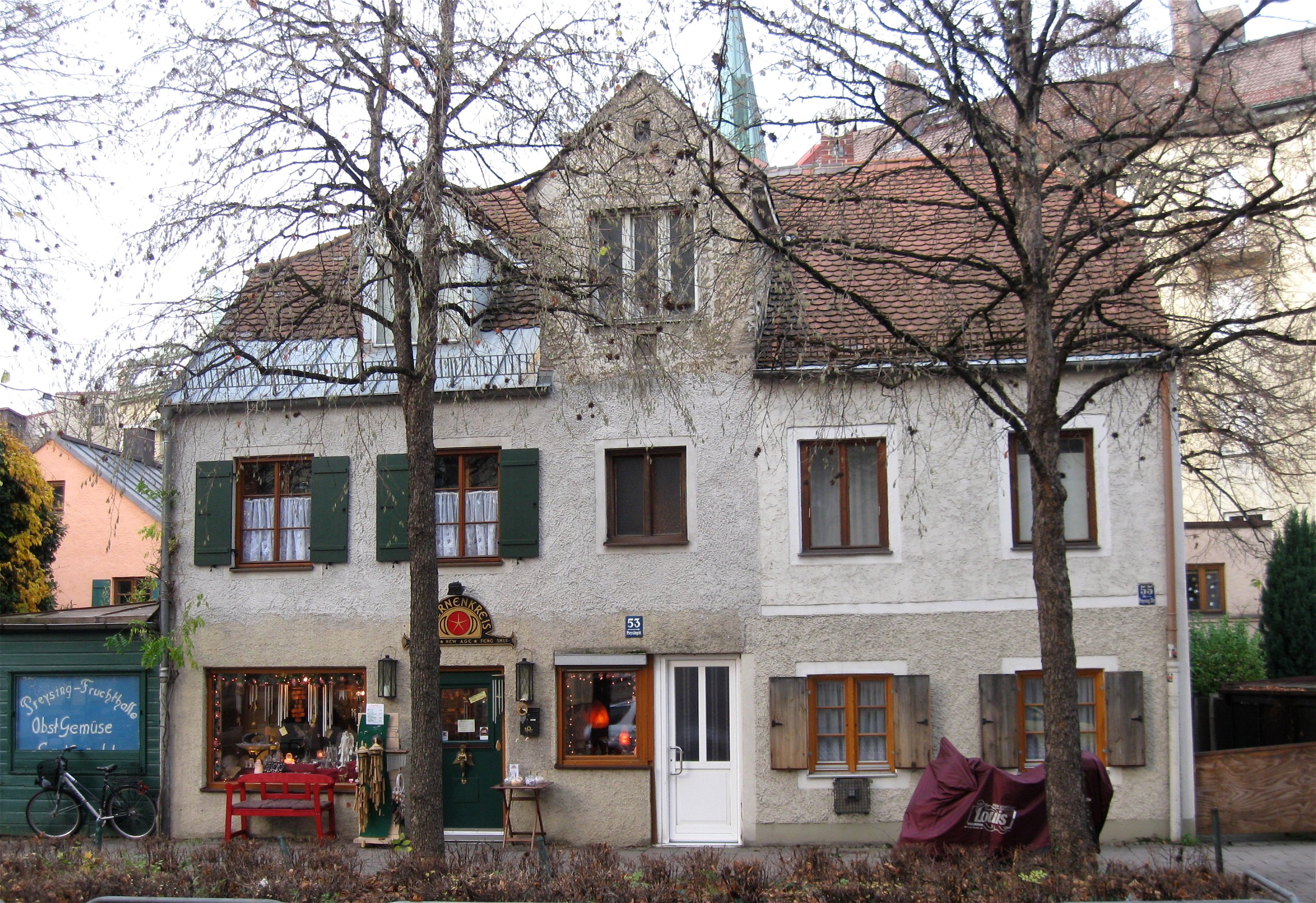
Preysingstraße 53 und 55

### Denkmalgeschützte Häuser
- Nr. 3 (Mietshaus, viergeschossig, in deutscher Renaissance, bezeichnet 1894, Denkmalliste D-1-62-000-5496)
- Nr. 4 und 6 (Mietshausgruppe im Reformstil, 1910, Denkmalliste D-1-62-000-5497),
- Nr. 5 (Mietshaus, viergeschossiger gotisierender Bau mit Zwerchhäusern, Wappen und Zierfriesen, von Feodor Elste, 1895, Denkmalliste D-1-62-000-5498)
- Nr. 7 (Mietshaus, viergeschossiger historisierender Bau mit Eisenbalkonen und Erker, Zwerchhaus mit Schopfwalm, um 1900, Denkmalliste D-1-62-000-5500)
- Nr. 8 (Mietshaus, fünfgeschossiger barockisierender Jugendstilbau mit Satteldach, Anfang 20. Jahrhundert, Denkmalliste D-1-62-000-5501)
- Nr. 37 (Mietshaus, fünfgeschossiger Eckbau in deutscher Renaissance mit Reminiszenzen an den Burgenstil, von Ernst Günther, 1901–02; städtebaulicher Abschluss der Wörthstraße, Denkmalliste D-1-62-000-5503)
- Nr. 39 (Mietshaus, fünfgeschossiger Eckbau mit Satteldach, Erkern und risalitartigem Vorbau, stark vertikal entwickelt, unter Einbeziehung eines in der ersten Hälfte des 19. Jh. errichteten Vorgängers, von Stefan Mörtlbauer aufgestockt und im Reformstil umgestaltet, 1910, Denkmalliste D-1-62-000-5504)
- Nr. 41 (Mietshaus, viergeschossiger Neurenaissancebau mit Satteldach, Ende 19. Jahrhundert, Denkmalliste D-1-62-000-5505)
- Nr. 42 (Mietshaus, fünfgeschossiger historisierender Eckbau mit Polygonalerker und abgerundeter Ecke, Fassade z. T. vereinfacht, um 1900; Block mit Milchstraße 27 (Denkmalliste D-1-62-000-5506)
- Nr. 46 (Mietshaus, fünfgeschossiger Neubarockbau mit Mansarddach, Erker und Stuckornamenten, um 1900, Denkmalliste D-1-62-000-5507)
- Nr. 52 (Mietshaus, fünfgeschossiger neuklassizistischer Mansarddachbau mit Putzgliederung, Anfang 20. Jahrhundert, Denkmalliste D-1-62-000-5508)
- Nr. 53 (Kleinhaus, zweigeschossig mit Schopfwalmdach und zwei Zwerchgiebeln, Anfang 19. Jahrhundert; Block mit Nr. 55, Denkmalliste D-1-62-000-5509)
- Nr. 54 (Kleinhaus, zweigeschossiger freistehender Satteldachbau, 1. Hälfte 19. Jahrhundert, Denkmalliste D-1-62-000-5510)
- Nr. 55 (Kleinhaus, zweigeschossiger Schopfwalmdachbau, Anfang 19. Jahrhundert, Block mit Nr. 53, Denkmalliste D-1-62-000-5511)
- Nr. 57 (Kleinhaus, zweigeschossiger Walmdachbau, frühes 19. Jahrhundert, Gruppe mit Nr. 59, 61, 63 und 65; Denkmalliste D-1-62-000-5513)

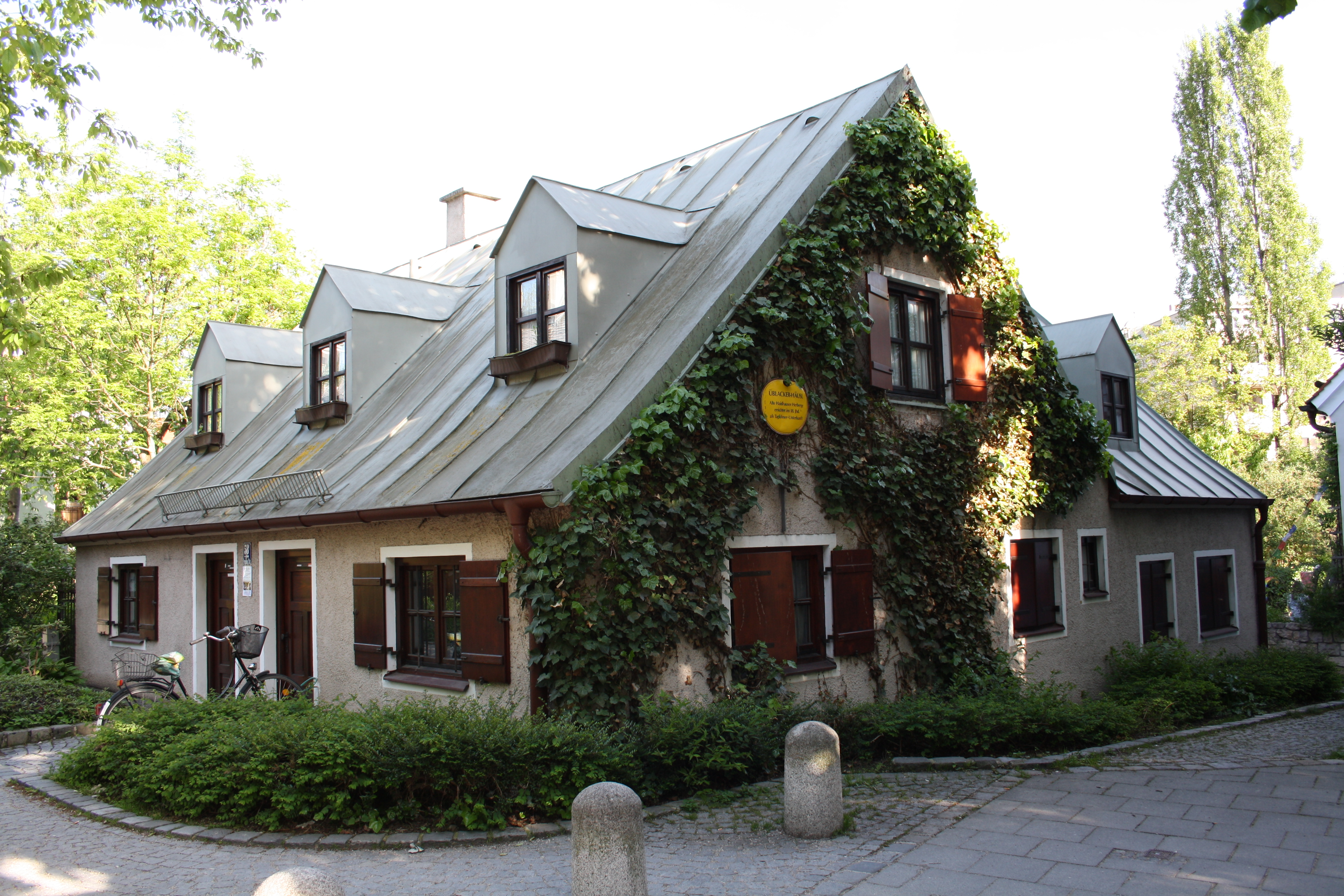
Das Üblacker-Häusl

- Nr. 58, Üblacker-Häusl, ehemalige Herberge und Taglöhnerunterkunft, eingeschossiger Satteldachbau, 18. Jahrhundert, Denkmalliste D-1-62-000-5514)
- Nr. 59 (Kleinhaus, siehe Nr. 57, Denkmalliste D-1-62-000-5515)
- Nr. 60 (Kleinhaus, zweigeschossiger Satteldachbau, wohl erste Hälfte 19. Jahrhundert, Denkmalliste D-1-62-000-5516)
- Nr. 60a (Kleinhaus, eingeschossiger tiefgelegener Satteldachbau mit Gauben, wohl erste Hälfte 19. Jahrhundert, Denkmalliste D-1-62-000-5512)
- Nr. 61 (Kleinhaus, siehe Nr. 57, Denkmalliste D-1-62-000-5517)
- Nr. 63 (Kleinhaus, siehe Nr. 57, Denkmalliste D-1-62-000-5518)
- Nr. 64 (Kleinhaus, eingeschossiger niedriger Satteldachbau mit Zwerchhaus, um 1800, Denkmalliste D-1-62-000-5519)
- Nr. 65 (Kleinhaus, siehe Nr. 57, Denkmalliste D-1-62-000-5520)
- Nr. 66 (Kleinhaus, eingeschossiger Satteldachbau, um 1800, Denkmalliste D-1-62-000-5521)
- Nr. 67 (Mietshaus, viergeschossiger Neurenaissance-Eckbau, von Hugo Dreier, 1888, Denkmalliste D-1-62-000-5522)
- Nr. 68 (Kleinhaus, zweigeschossiger Walmdachbau mit Putzgliederung, Mitte 19. Jahrhundert, Gruppe mit Nr. 72, Denkmalliste D-1-62-000-5523)
- Nr. 69 (Mietshaus, viergeschossiger Neubarockbau mit Zwerchgiebeln und Eckerker, Ende 19. Jahrhundert, Denkmalliste D-1-62-000-5524)
- Nr. 70 (Kleinhaus, zweigeschossiger hakenförmiger Pultdachbau, Anfang 19. Jahrhundert.; Gruppe mit Nr. 68 und 72, Denkmalliste D-1-62-000-5525)

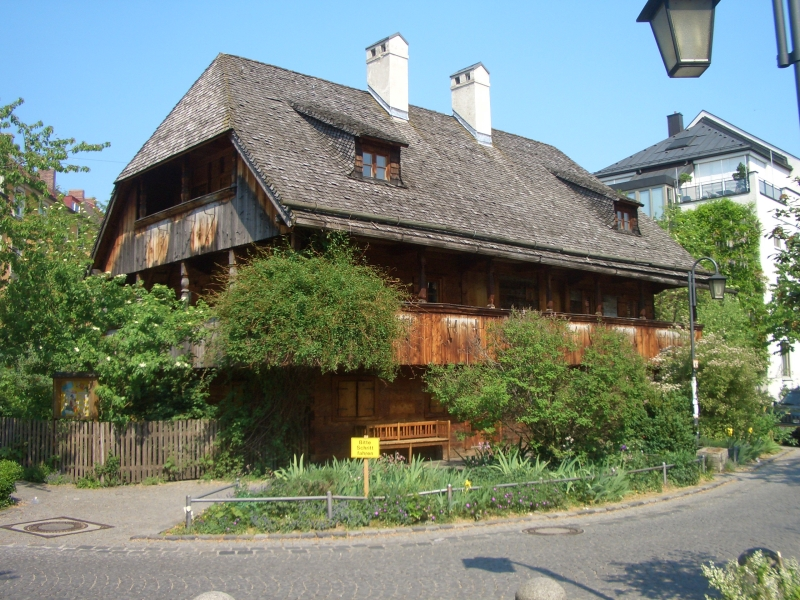
Der Kriechbaumhof

- Nr. 71 Kriechbaumhof (ehemaliges Herbergshaus, zweigeschossiger Blockbau mit scharschindelgedecktem Halbwalmdach, umlaufender Laube und teilverschalten Giebellauben, 17. Jahrhundert, Denkmalliste D-1-62-000-7668), jetzt von der Alpenvereinsjugend genutzt
- Nr. 72 (Kleinhaus, zweigeschossiger biedermeierlicher Walmdachbau, Anfang 19. Jahrhundert Gruppe mit Nr. 68, Denkmalliste D-1-62-000-5526)
- Nr. 74 (Kleinhaus, zweigeschossiger Walmdachbau, Anfang 19. Jahrhundert, Gruppe mit Nr. 76, Denkmalliste D-1-62-000-5527)
- Nr. 75 (Mietshaus, viergeschossiger spätklassizistischer Satteldachbau, um 1860, Denkmalliste D-1-62-000-5528)
- Nr. 76 (Kleinhaus, siehe Nr. 74, Denkmalliste D-1-62-000-5529)
- Nr. 77 (Mietshaus, dreigeschossiger spätklassizistischer Mansarddachbau, um 1860, Denkmalliste D-1-62-000-5530)
- Nr. 79 (Mietshaus, dreigeschossiger Satteldachbau mit barockisierender Fassadengliederung, Anfang 20. Jahrhundert, Denkmalliste D-1-62-000-5531)
- Nr. 81 (Mietshaus, dreigeschossiger spätklassizistischer Eckbau mit Lisenen und Konsolgesims, 1865, Denkmalliste D-1-62-000-5532)

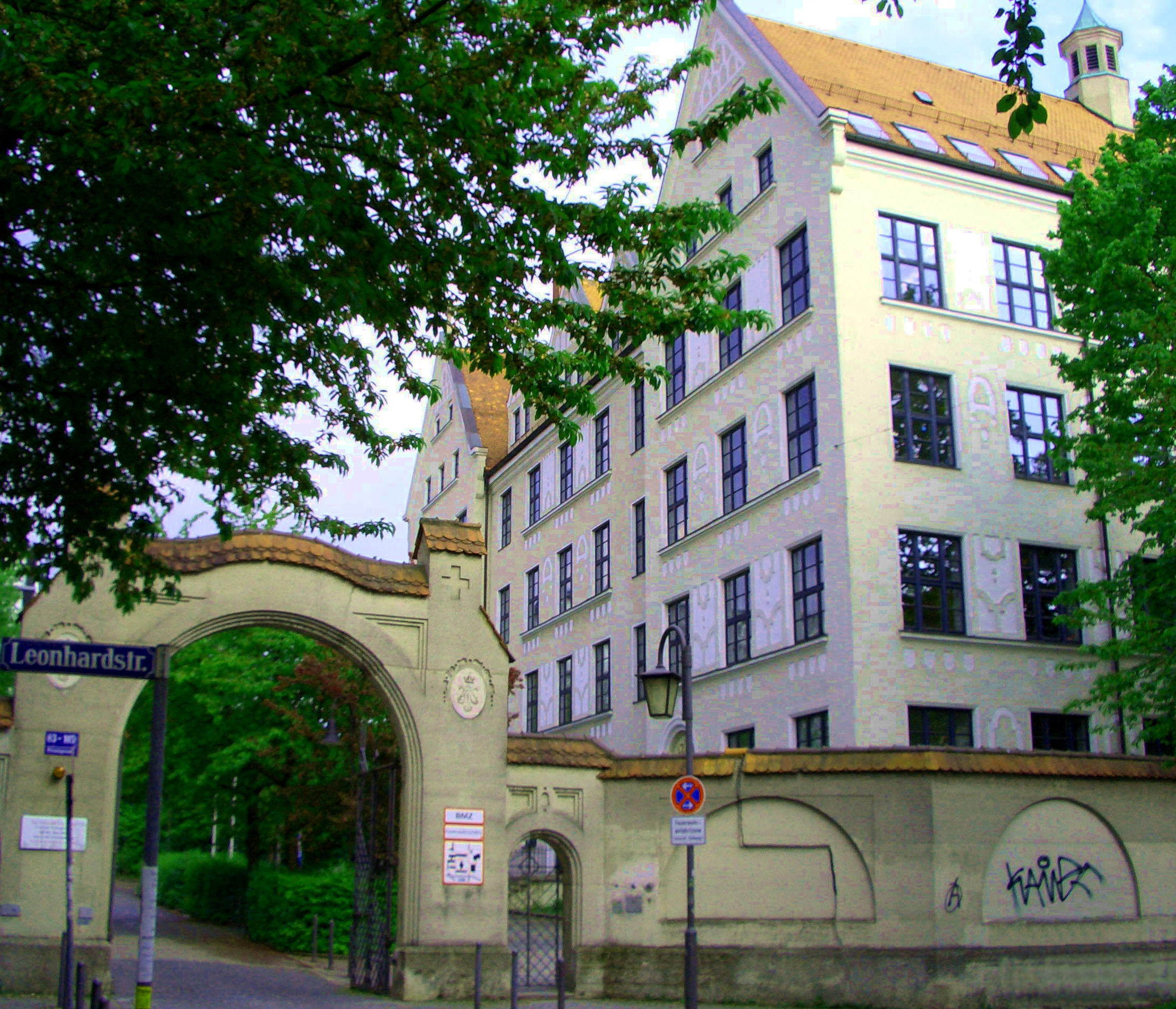
Edith-Stein-Gymnasium

- Nr. 85, 105, 97, 83 Jetzt befindet sich hier ein kirchliches Zentrum der Erzdiözese München und Freising u. a. mit der Stiftungshochschule und dem Edith-Stein-Gymnasium (siehe Bildungs- und Sozialeinrichtungen).

### Kirche

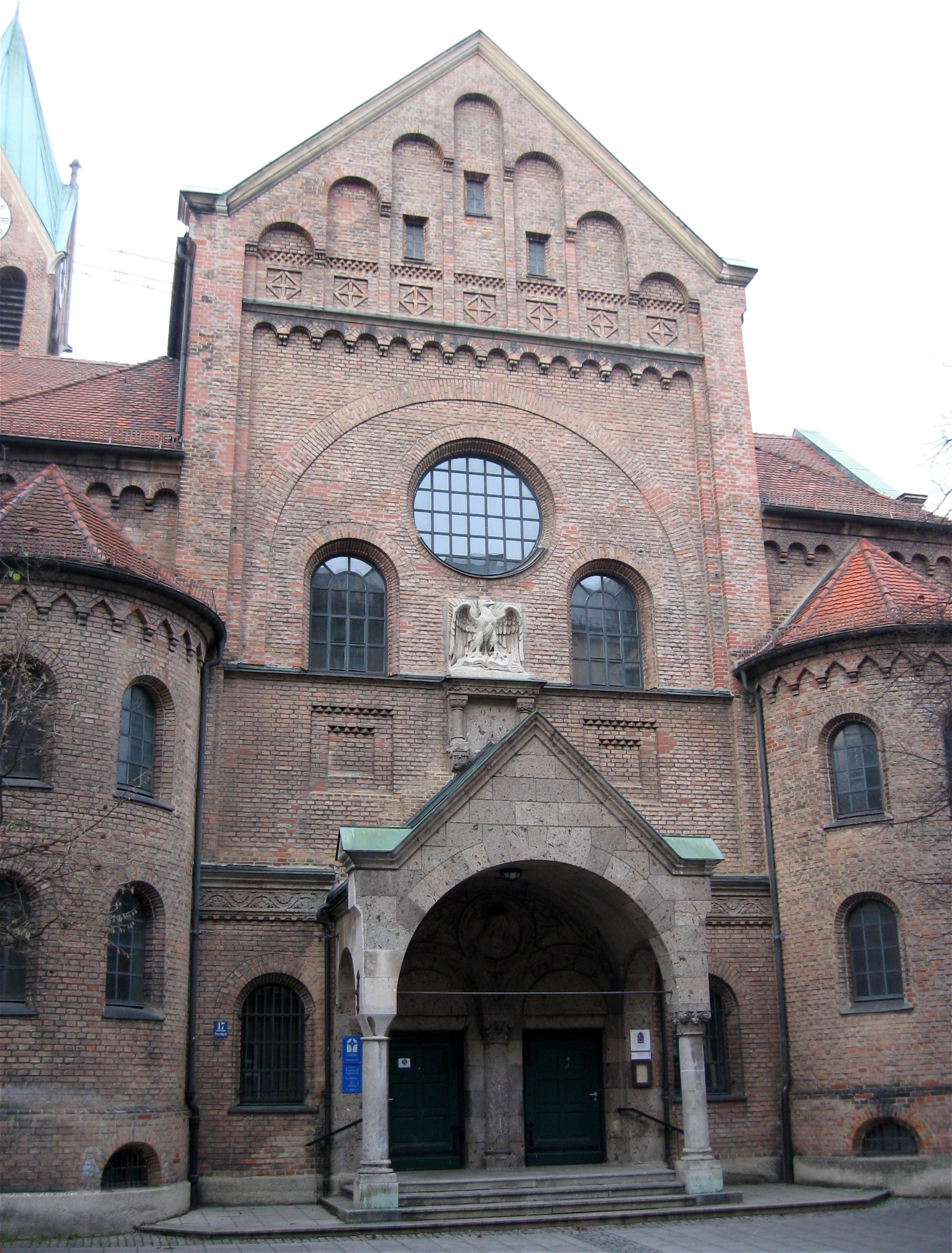
Die Johanneskirche

- Nr. 17: Evang.-Luth. Johanneskirche, neuromanischer, kreuzförmiger Zentralbau mit Emporen und Turm, malerischer Gruppenbau aus Rohbackstein, von Albert Schmidt, 1914–1916 (Denkmalliste D-1-62-000-5502)

### Bildungs- und Sozialeinrichtungen
- St.-Josefs-Heim, Preysingstr. 19, Mehrgenerationeneinrichtung, seit Ende Februar 2024 geschlossen[9]
- Preysingstraße 83, 85, 97, 105: Katholische Stiftungshochschule München (ehemals Stiftungsfachhochschule). Ehem. Schlösschen und Garten der Grafen Preysing[10], 1840 von den Schwestern vom Guten Hirten erworben, die das Schloss 1843 abbrachen und neue Gebäude errichteten.[11] Auf dem Campus liegen weitere Bildungseinrichtungen wie das Erzbischöfliche Edith-Stein-Gymnasium (Preysingstraße 105). Hier steht eine zum Teil historische Gebäudegruppe im Gartengelände; dazu gehören die ehem. Klosterkirche, ein gotisierender Kirchenbau über kreuzförmigem Grundriss mit Dachreiter aus den Jahren 1841 bis 1843, das ehem. Fürsorgeheim, seit 1967 Gymnasium, ein dreigeschossiger historisierender Dreiflügelbau mit seitlichen Giebelbauten und Putzornamentik, von Korbinian Schmid (1908), sowie ein wohl aus vorklösterlicher Zeit stammender zweigeschossiger Walmdachbau, jetzt Sitz des Deutschen Katecheten-Vereins, im Kern wohl erste Hälfte 19. Jahrhundert. Abgeschlossen wird das Gelände durch den südlichen Mauerzug an der Leonhardstraße, mit Blenden und Einfahrtstor aus der Zeit um 1908.[12]

### Brunnen

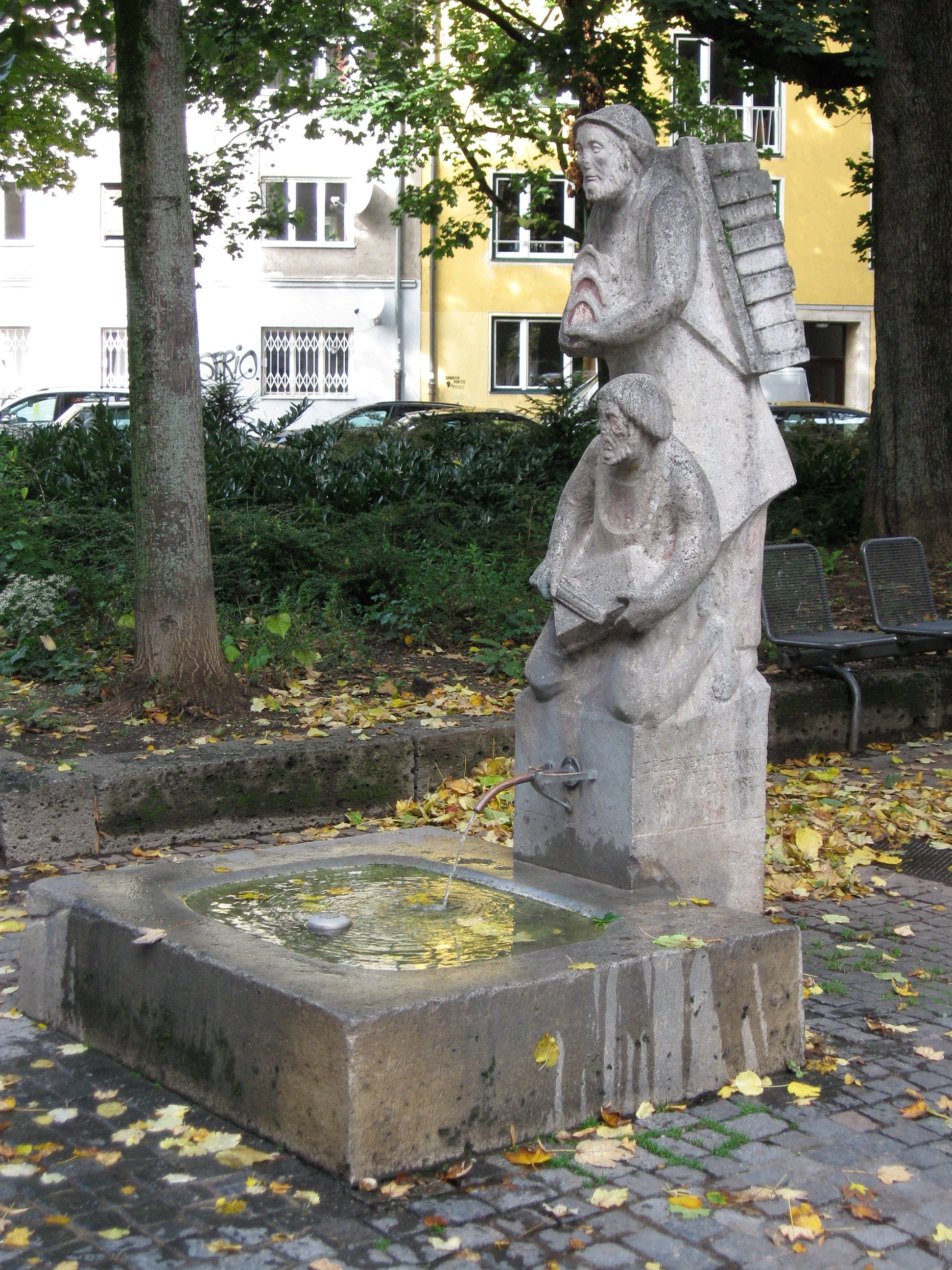
Ziegelbrennerbrunnen
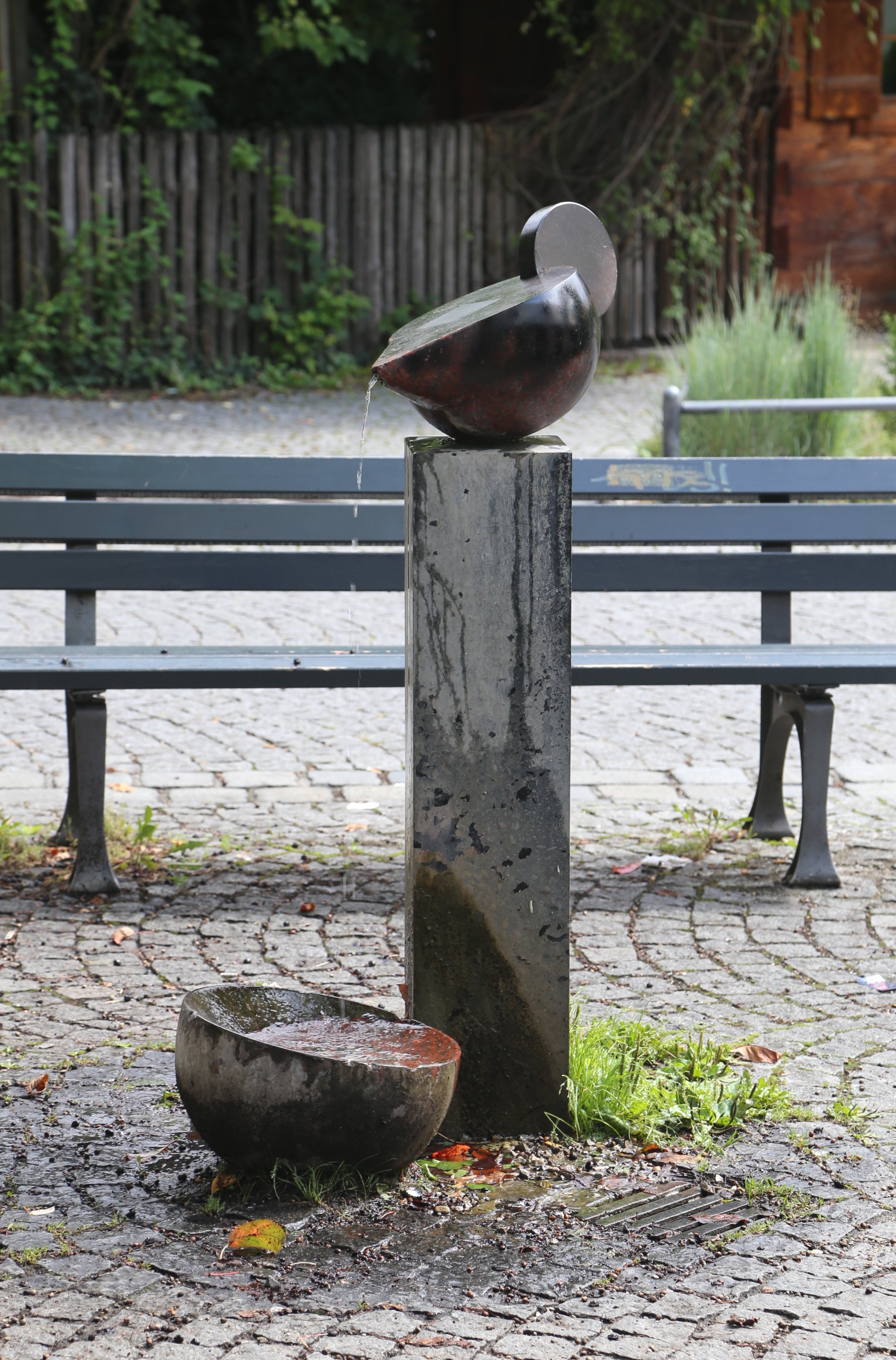
Haferlbrunnen
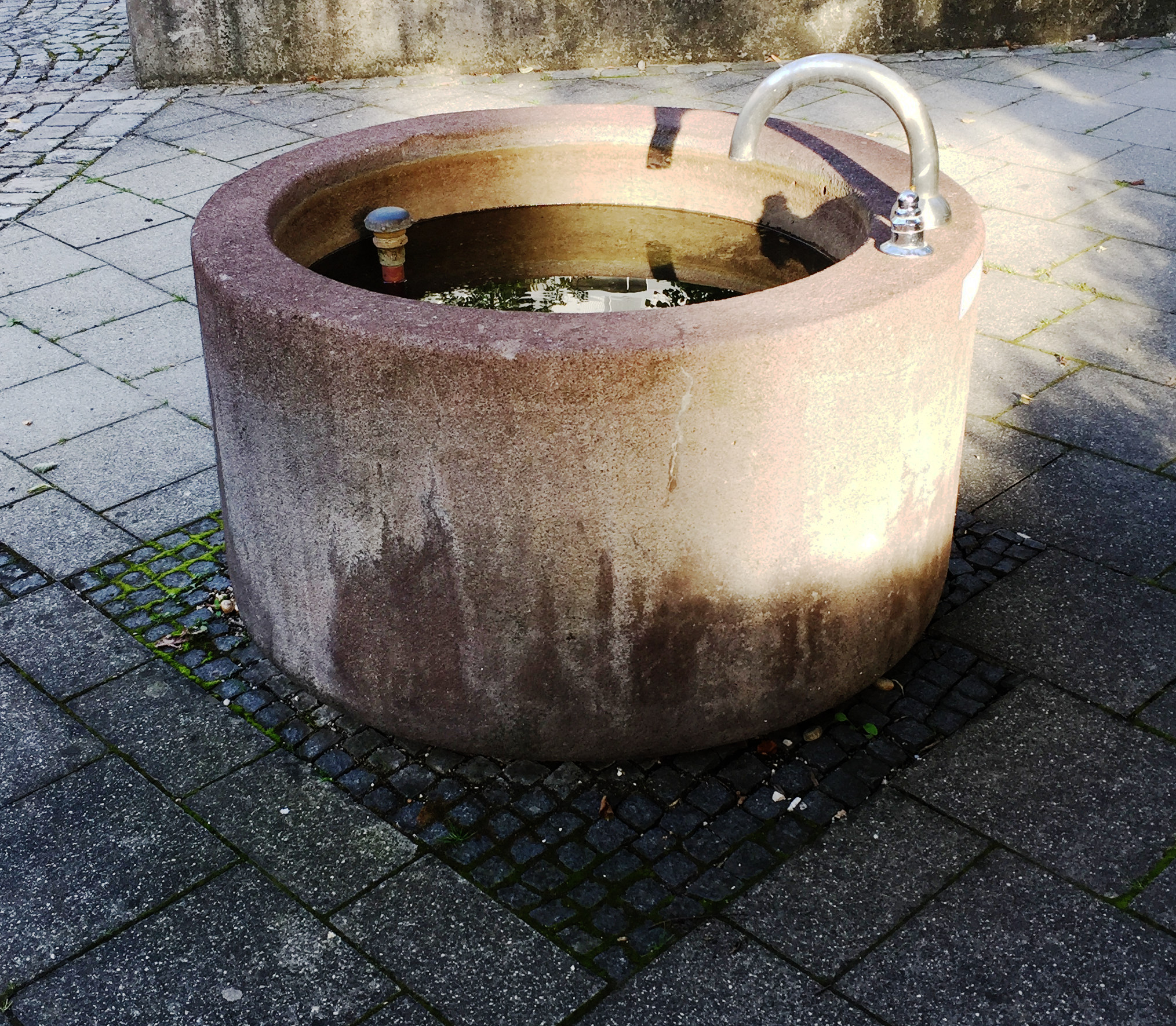
Brunnen Stiftungshochschule

- Ziegelbrennerbrunnen von Hans Osel (1978), Preysingstr. 16
- Brunnenstele (Haferlbrunnen) von Alix Stadtbäumer (1990), Preysingstr. 58
- Brunnen am Campus der Katholischen Stiftungshochschule München, Preysingstr. 83

## Bekannte Anwohner
- Peter Ellmer (1793–1872),[13] Maler und Lithograph, hatte sein Atelier in der Preysingstraße 56[14].
- Karl Sebastian Preis (1884–1946), Stadtrat und Begründer der Wohnungsbaugesellschaft GEWOFAG, wohnte 1914 in der Preysingstraße 6.
- Max Reger (1873–1916), Komponist, zieht nach seiner Hochzeit (1902) von der Wörthstraße 20/I in die Preysingstraße 1b[15].
- Karl Süssheim (1878–1947), Orientalist, wohnte von 1934 bis zu seiner Emigration 1941 in der Preysingstraße 12 (Informationsblatt in der evangelischen Johanneskirche)